# Le Siège de Corinthe
Le siège de Corinthe (títol original en francès, també representada en italià com L'Assedio di Corinto; literalment en català El setge de Corint) és una òpera en tres actes amb música de Gioachino Rossini, sobre un llibret en francès de Luigi Balocchi i Alexandre Soumet, que es basava en la reelaboració, profundament modificada, de part de la música de l'òpera del compositor de 1820 per a Nàpols, Maometto secondo, el llibret del qual va ser escrit per Cesare della Valle.
Le siège va ser la primera òpera francesa de Rossini (coneguda també en la seva versió italiana com L'assedio di Corinto) i es va oferir per primera vegada a la Salle Le Peletier de l'Òpera de París el 9 d'octubre de 1826.
L'obra original de Rossini ja integrava elements francesos distintius, com les àries dramàtiques i l'ús del color orquestral per definir els personatges. La música afegida a la reelaboració eleva aquesta producció a una òpera impactant. Amb un tema basat en fets històrics i un desenllaç tràgic, Le Siège de Corinthe presagia l'adveniment de la grand opéra.

## Composició
El 1824 Rossini va signar un contracte amb el govern francès per compondre òperes noves, no només per al Théâtre Italien, del qual en va esdevenir director, sinó també per l'Opéra. En aquell període, l'escena de l'òpera francesa no semblava gaire encoratjadora. La crisi estètica que havia provocat la marxa de Spontini no mostrava signes d'un futur prometedor. Spontini, qui havia gaudit d'un gran èxit a Itàlia, va aconseguir fer-se un nom a París des de la seva arribada el 1804, especialment amb La Vestale, fins que va marxar a Berlín el 1819 per la mala rebuda d'Olympie. Spontini va ser una de les figures més importants de l'òpera seriosa francesa durant les primeres dues dècades del segle xix. Els gustos dels francesos havien canviat molt, i la seva òpera estava imbuïda de la seva identitat nacional.
La crítica que havia patit aquesta òpera de Spontini va atreure, però, a Rossini, que va veure en la versió definitiva de l'obra una referència inspiradora que va concloure amb l'adaptació del seu Maometto II (1820) sota un nou títol. El resultat va ser Le Siège de Corinthe, per a la qual el poeta Alexandre Soumet va escriure noves seccions juntament amb Luigi Balocchi, que també es va encarregar d'adaptar la versió italiana del llibret.
Els paral·lelismes entre *Olimpie* de Spontini i *Maometto II* de Rossini són clars: ambdues òperes presenten una heroïna que es debat entre el seu amor per un conqueridor estranger i la seva fidelitat a la pàtria. En els dos casos, al final, cal evitar el matrimoni de l'heroïna amb els respectius usurpadors. En l'obra de Spontini, és la mare qui s'oposa a l'usurpador, mentre que en la de Rossini és el pare qui guia el protagonista en el seu deure patriòtic. Ambdues òperes conclouen amb el suïcidi públic dels seus protagonistes.

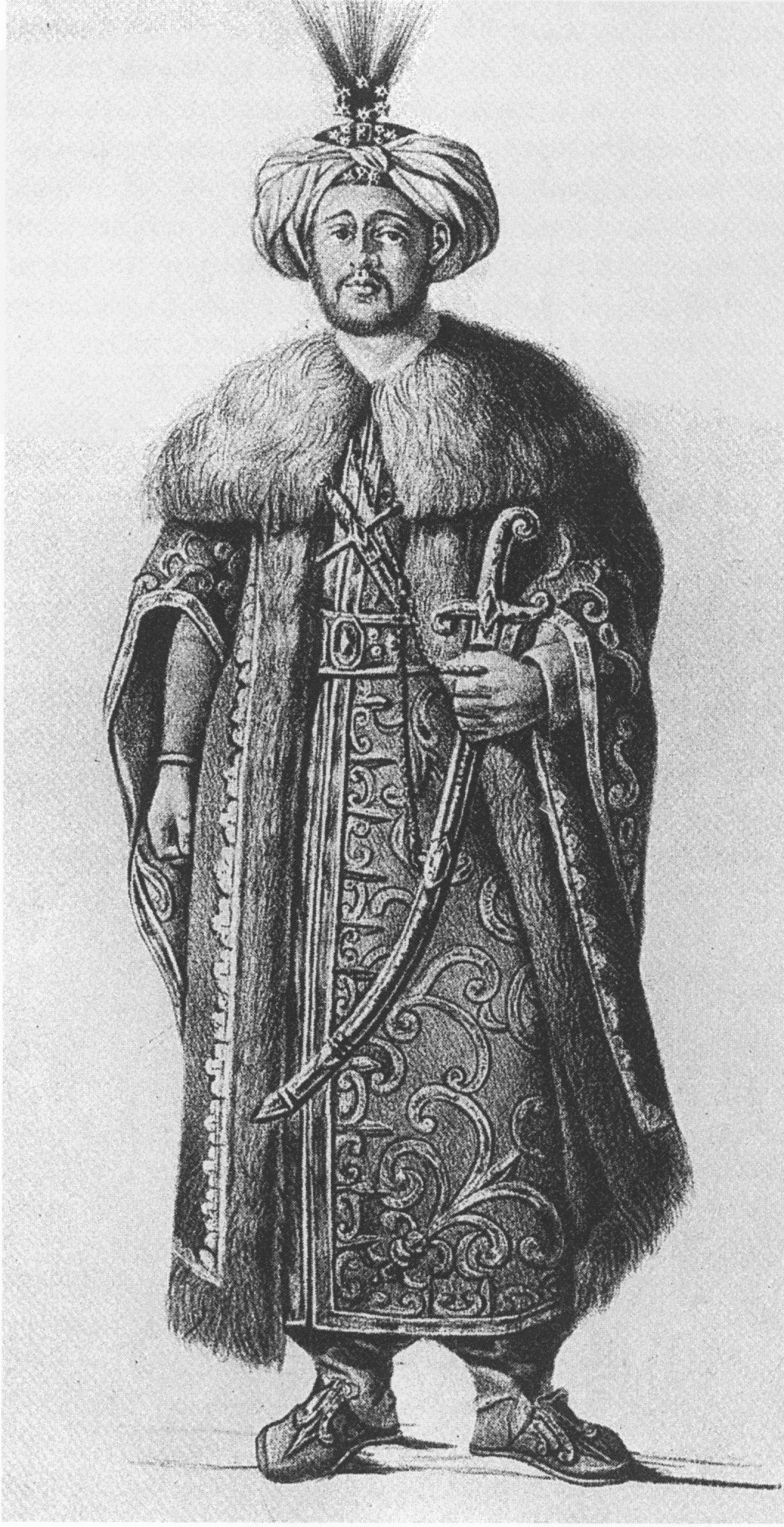
Filippo Galli com a Mahomet en una litografia de Francesco Garzoli - Teatro Apollo - Roma 1830

L'òpera de Rossini commemora el setge i la destrucció definitiva de la ciutat de Missolonghi el 1826 per part de les tropes turques durant la guerra d'independència grega (1821-1829). El mateix incident –condemnat a tota l'Europa occidental per la seva crueltat– també va inspirar una pintura destacada d'⁣Eugène Delacroix (Grècia expira sobre les ruïnes de Missolonghi), i va ser esmentada en els escrits de Victor Hugo. La referència a Corint és un exemple d'⁣al·legoria, encara que el sultà Mehmet II havia assetjat la ciutat en els anys 1450. El poema de Lord Byron de 1816, The Siege of Corinth, té poca o cap connexió amb l'òpera pel que fa al seu contingut.
Liszt va escriure una Introducció i variacions per a piano basada en una marxa d'aquesta òpera. Aquella obra es va considerar perduda o amb mal títol fins al 1976, quan Nancy B. Reich va descobrir la introducció a la biblioteca del Manhattanville College.

### Versió revisada deMaometto II
La versió francesa d'aquesta òpera tardana de Rossini va ser una reescriptura parcial de l'òpera italiana de 1820 del compositor, Maometto II, amb la mateixa història i personatges semblants, tot i que amb noms diferents, en l'escenari de la conquesta dels turcs el 1470 de la colònia veneciana de Negroponte. Aquesta versió original s'havia estrenat a Nàpols el 3 de desembre de 1820, sis anys abans del setge i massacre de Missolonghi. El Maometto original no va ser ben rebuda, ni a Nàpols ni a Venècia, on Rossini va provar una versió una mica revisada el 1823, aquesta vegada amb un final feliç utilitzant música de la seva pròpia La donna del lago a la conclusió.
Però l'any 1826, dos anys després d'establir-se a París, Rossini va intentar una altra vegada, amb una altra versió (que incloïa dos ballets, com demana la tradició operística francesa). Rossini va traduir l'obra al francès i la va trasplantar al Peloponès amb el nou títol Le siège de Corinthe, fent referència a la guerra d'independència grega que estava en ple desenvolupament contra els otomans. Aquesta vegada, Rossini va tenir èxit, i l'òpera es va representar en diversos països durant la següent dècada.

## Representacions

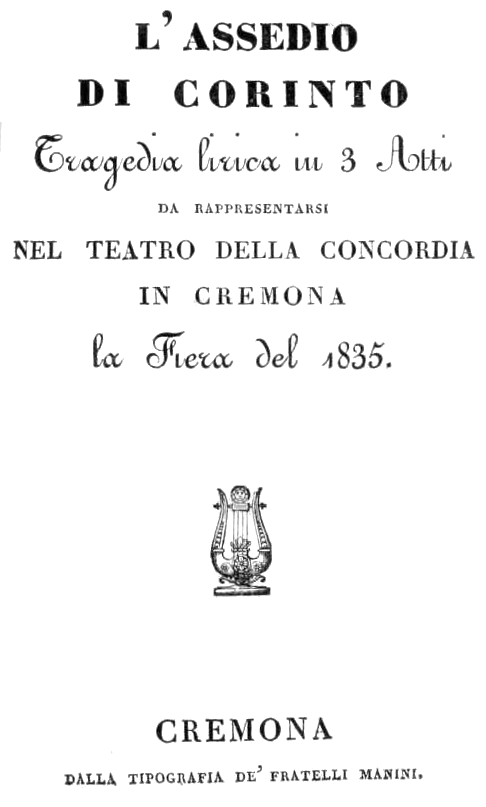
Pòster de la representació a Cremona el 1835 com a L'assedio di Corinto

La primera representació, en francès, va ser a la Salle Le Peletier de l'⁣Òpera de París el 9 d'octubre de 1826. Va ser representada com a L'assedio di Corinto (traduït per Calisto Bassi) a Parma el 26 de gener de 1828 i va arribar a Viena el juliol de 1831. Als Estats Units, la primera representació va ser realitzada en francès per l'Opera House italiana de Nova York el febrer de 1833 i en italià el febrer de 1835. L'òpera es va fer popular arreu d'Europa amb la seva traducció italiana de Calisto Bassi amb un contralt en el paper de tenor de Neocle, però a partir de la dècada de 1860 va desaparèixer completament del repertori i ja no es va posar en escena durant aproximadament els vuitanta anys següents. No obstant això, l'obertura de l'òpera es va mantenir molt popular i mai va sortir del repertori dels concerts per a orquestra. Més recentment, l'obertura ha estat interpretada i gravada per diverses orquestres clàssiques contemporànies, inclosa l'Acadèmia de St. Martin-in-the-Fields dirigida per Neville Marriner.
El 1949 Le siège de Corinthe va ser finalment reviscuda de nou en una producció protagonitzada per Renata Tebaldi a Florència. Aquella producció es va repetir dos anys més tard a Roma. El 1969 La Scala la va reviure per al centenari de Rossini amb Beverly Sills, en el seu debut a la Scala, com a Pamira, Marilyn Horne com a Neocle i Thomas Schippers com a director. L'òpera va utilitzar una edició interpretativa del famós musicòleg i expert en belcanto Randolph Mickelson, que feia ús d'⁣àries d'inserció de les versions originals napolitana i veneciana i fins i tot d'altres obscures òperes de Rossini (com el mateix Rossini feia habitualment). El 1975, el Metropolitan Opera va utilitzar la versió de La Scala per a l'estrena de l'òpera. La producció del Met va ser dirigida de nou per Schippers i protagonitzada per Beverly Sills en el seu debut al Met, ara al costat de Shirley Verrett, Justino Díaz i Harry Theyard.
Es va produir a Florència l'any 1982 en la versió italiana de Calisto Bassi, protagonitzada per Katia Ricciarelli i el contralt Martine Dupuy, i sota la direcció de Pier Luigi Pizzi. L'any 1992 es va recuperar la mateixa producció a Gènova protagonitzada per Luciana Serra, però es va optar per la versió original francesa. La versió francesa també es va presentar dues vegades al Rossini Opera Festival: l'any 2000 protagonitzada per Michele Pertusi, Ruth Ann Swenson i Giuseppe Filianoti, i el 2017, arran de la nova edició crítica de Damien Colas, en una producció de La Fura dels Baus.

## Rols
| Rol                            | Tipus de veu | Elenc de l'estrena, 9 d'octubre de 1826 (Director: François Antoine Habeneck) |
| ------------------------------ | ------------ | ----------------------------------------------------------------------------- |
| Cléomène, governador de Corint | tenor        | Louis Nourrit                                                                 |
| Pamira, la seva filla          | soprano      | Laure Cinti-Damoreau                                                          |
| Néoclès, un jove oficial grec  | tenor        | Adolphe Nourrit                                                               |
| Mahomet II                     | baix         | Henri-Étienne Dérivis                                                         |
| Adraste                        | tenor        | Bonel                                                                         |
| Hiéros                         | baix         | Alexandre-Aimé Prévost                                                        |
| Ismène                         | mezzosoprano | Frémont                                                                       |
| Omar                           | tenor        | Ferdinand Prévôt                                                              |

## Argument
Lloc: Corint
Temps: 1459

### Acte I

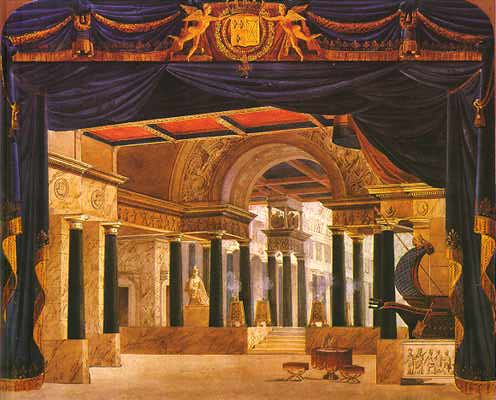
Decorat per a l'Acte 1 - Escena 1 de Le siège de Corinthe a l'Opéra de París

Escena primera: vestíbul del palau del senat a Corint
Cleoòmene, governador de Corint, s'adona que les seves tropes esgotades no poden suportar un altre atac. Però Neocle, un jove oficial grec, anima els grecs a continuar lluitant contra els turcs que assetgen la ciutat. Els soldats marxen per a un nou atac. Cleomene, impressionat pel valor de Neocle, li ha promès la seva filla Pamira en matrimoni. Però ella revela que estima un tal Almanzor a qui va conèixer recentment a Atenes. Cleomene comença a qüestionar-la sobre Almanzor, però és cridat a la batalla. Abans de marxar, regala a la seva filla una espasa que ha de fer servir sobre ella mateixa si els turcs aconsegueixen capturar la ciutat.
Escena segona: Una plaça de Corint
Els turcs celebren la seva victòria i elogien el seu líder, Maometto. Cleomene, ara presoner, és portat davant d'ell, i Maometto l'insta a rendir-se; però ell es nega. Pamira entra corrent cap al seu pare, però després reconeix en Maometto l'home que coneixia com Almanzor. Maometto li ofereix casar-se amb ella i fer les paus amb els grecs. No obstant això, Cleomene insisteix que ella ha de casar-se amb Neocle. Quan Pamira es nega, Cleomene la maleeix i la deixa amb Maometto.

### Acte II
La tenda de Maometto
Sola, Pamira està dividida entre el seu amor per Maometto i el seu deure cap al seu pare i Grècia. Maometto entra i intenta consolar-la. Comencen els preparatius per al seu casament, però un altercat a fora de la tenda interromp els actes. És Neocle, que ha vingut a recuperar Pamira i portar-la de tornada amb els grecs. Maometto, enfadat, està a punt de matar l'intrús quan Pamira afirma que és el seu germà. Els grecs es preparen per a una nova batalla, i des de la ciutadella Cleomene crida a Pamira. Ella abandona Maometto per unir-se al seu pare i al seu país. Maometto jura que abans de la sortida del sol, cada grec estarà mort.

### Acte III
Les tombes de Corint, il·luminades per multitud de focs
Neocle entra a les catacumbes, dominant la seva por. S'uneix als grecs que es preparen per fer una última defensa. En la distància, se senten Pamira i les dones gregues pregant. Cleomene reconeix la veu de Pamira, però, sentint-se traït per ella, jura que ja no és la seva filla. Maometto s'acosta i torna a oferir-se per casar-se amb Pamira i fer les paus amb els grecs. Cleomene prefereix veure morir Pamira abans que casar-la amb el seu enemic. Neocle torna i revela a Maometto que no és el germà de Pamira, sinó l'home amb qui el seu pare vol que es casi. Maometto, enfadat, marxa cap al camp de batalla. Pamira entra i Neocle fa que el pare i la filla es reconciliïn. Tots tres preguen per la protecció de Déu. Jero, el guardià de les tombes, entra amb els guerrers grecs; beneeix les seves banderes i recorda les antigues victòries gregues a Marató i Termòpiles. Els homes marxeu cap a la batalla, mentre Pamira i les dones preguen per la misericòrdia de Déu. Quan senten els crits de victòria turcs, les dones es preparen per morir. Maometto, victoriós, torna per reclamar Pamira; però ella i les dones se suïciden abans que sotmetre's. L'edifici es desploma, revelant darrere d'ell la ciutat de Corint en flames.

## Enregistraments
| Any  | Elenc: Cléomène, Pamira, Néoclès, Maometto                                | Director, teatre d'òpera i orquestra | Segell                                                                                     |
| ---- | ------------------------------------------------------------------------- | --- | ------------------------------------------------------------------------------------------ |
| 1969 | Franco Bonisolli, Beverly Sills, Marilyn Horne, Justino Díaz              | Thomas Schippers, Orquestra i cor del Teatro alla Scala (Enregistrament d'una representació de la versió preparada per Schippers i Randolph Mickelson a La Scala, 11 d'abril)                            | Àudio CD: Arkadia Cat: CD 573; Legato Classics Cat: LCD 135-2; Celestial Audio Cat: CA 034 |
| 1974 | Harry Theyard, Beverly Sills, Shirley Verrett, Justino Díaz               | Thomas Schippers, London Symphony Orchestra, Ambrosian Opera Chorus (Gravat el juliol i agost de 1974)                                                                                                   | Àudio CD: EMI Classics Cat: 64335                                                          |
| 1975 | Harry Theyard, Beverly Sills, Shirley Verrett, Justino Díaz               | Thomas Schippers, Metropolitan Opera Orchestra and Chorus (Enregistrament d'una actuació al Met en italià en una versió preparada per Thomas Schippers per la Scala, amb el títol L'Assedio de Corinthe) | Àudio CD: Bensar Cat: OL 41975                                                             |
| 1992 | Dano Raffanti, Luciana Serra, Maurizio Comencini, Marcello Lippi          | Paolo Olmi, Orquestra i cor del Teatro Carlo Felice, Gènova | Àudio CD: Nuova Era Cat: 7140-7142 & Cat: NE 7372/3                                        |
| 2000 | Stephen Mark Brown, Ruth Ann Swenson, Giuseppe Filianoti, Michele Pertusi | Maurizio Benini, Orquestra de l'Opéra National de Lyon i Prague Chamber Chorus (Enregistrament d'una actuació en francès al Rossini Opera Festival, Pesaro, 5 agost)                                     | Àudio CD: House of Opera Cat: CD 597; Charles Handelman, Live Opera Cat: (no numerat)      |
| 2010 | Marc Sala, Majella Cullagh, Michael Spyres, Lorenzo Regazzo               | Jean-Luc Tingaud, Virtuosi Brunensis and Camerata Bach Choir (Enregistrament de les actuacions al Festival Rossini in Wildbad)                                                                           | Àudio CD: Naxos Cat: 8.660329-30                                                           |